# YUYA (作曲家)
YUYA（ゆや、1976年11月9日 - ）は、日本の作曲家、演出家、音楽プロデューサー、トラックメイカー。岐阜県関市出身。

## 略歴
2014年から東京、名古屋を中心に作曲活動。ポケットモンスターの赤青アレンジ採用後、本格的に作曲家としてスタート。
2019年、日本クラウンよりメジャー・デビュー楽曲「モンスターDJ」SINA&CH@RM by yaccoをリリース。
2022年、自身がプロデュースする『yacco』が世界女性DJランキングDjaneTOPにて日本1位、アジア3位、世界21位にランクイン。
2023年、自身がプロデュースする『yacco』が世界女性DJランキングDjaneTOPにて2年連続日本1位、世界95位にランクイン。
2024年、自身がプロデュースする『yacco』が世界女性DJランキングDjaneTOPにて3年連続日本1位、世界93位にランクイン。

## 活動歴
- ポケットモンスター　リメイクサウンドトラック制作

### ドラマ
- 12星座とラブる!　主題歌

### 映画
- サイコギャンブラー破滅的遊戯　挿入歌
- 優しさと泪と　挿入歌
- 地下の中心で愛を叫ぶ　エンディングテーマ
- 丑刻ニ参ル　YUYAソロ楽曲　挿入歌
- 深夜カフェ　I&K& feat. YUYA
- 2085年、恋愛消滅。　YUYAソロ楽曲　挿入歌

### ドラマCD
- 青春浪費戦騎ジューダイン　Mizuka feat. YUYA

### 編曲
- 愛知ぽぷかる　踊ってみた
- GET UP KOREA 2016 　サウンドリメイク
- 西尾の抹茶テーマソング　西尾市観光協会公認ソング
- そこが良い〜抹茶ラテソング〜　NAOTO teat. GREEN TEA
- Sweet Sweets Green〜抹茶スイーツソング〜　2CO(東山P)

### 音楽プロデュース
- 秘密結社フローリス　イントロSE,楽曲　「Venus Code」
- BMXプロライダー 高木聖雄選手　BG担当　YUYA(I&K&)
- SINA&CH@RM by yacco「モンスターDJ」　楽曲プロデュース
- CBCテレビ『チャント!』オープニングテーマ　楽曲プロデュース
- DJ戦隊デッカチャンヤッコチャン
- 台湾『CRAZY FRIDAY』yacco出演SE
- 『Sunflower』-its_Leo[5]
- 『Fragrant Wind』-SINA&CH@RM
- 『FIREWORKS FESTIVA』」-SINA&CH@RM
- 『MODERN』-SAME
- 『ZERO TO ONE』-SAME
- 『monstAr(feat.DJ WOLF) 』-LEO[6]
- 『Where'd we go』 -Rhetoric-K[7]
- 『SENSO』 -Rhetoric-K[8]
- 『TURN OFF THE LIGHT』 -yacco feat.Rhetoric-K[9]
- 『ONIGIRI』 -yacco feat.Rhetoric-K[10]
- 岐阜県揖斐郡揖斐川町キャンプ場貝月リゾート『貝月音頭』-yacco
- 『GUMMY CANDY』 -yacco feat.Rhetoric-K[11]

### ラジオ
- @FM80.7MHz「美勇士くんSTATION」レギュラー出演
- 『トータルテンボスのぬきさしならナイト』出演（yacco）

## その他
- 献血呼びかけや児童養護施設交流会などボランティア活動多数。
- 日本オーディオ協会会員